# Rhagada convicta
Rhagada convicta är en snäckart som först beskrevs av Cox 1870.  Rhagada convicta ingår i släktet Rhagada och familjen Camaenidae. Inga underarter finns listade i Catalogue of Life.